# 蝴蝶草羽花介
蝴蝶草羽花介（学名：Cytheropteron violaeherbia）为尾花介科羽花介屬下的一个种。